# Hermana Muerte
Hermana Muerte (en català Germana Mort) és una pel·lícula espanyola de terror sobrenatural original de Netflix de l'any 2023. Està dirigida per Paco Plaza i amb Aria Bedmar com a principal protagonista. És una preqüela del films Verónica. Ha estat subtitulada al català.

## Sinopsi
A l'Espanya de la postguerra, Narcisa (Aria Bedmar), una jove novícia amb poders sobrenaturals, comença a treballar de professora en un antic convent, ara col·legi per a nenes. A mesura que passen els dies, els estranys successos i les situacions cada vegada més inquietants que la turmenten acabaran per portar-la a desenredar la troca de secrets que envolten el convent i aguaiten els seus habitants.

## Repartiment
- Aria Bedmar com a Germana Narcisa
- Maru Valdivielso com a Germana Julia
- Sara Roch com a Rosa
- Almudena Amor com a Germana Socorro
- Chelo Vivares

Amb la col·laboració especial de
- Consuelo Trujillo com a Germana Muerte
- Sandra Escacena com a Verónica Gómez

## Llançament
El film es va pre-estrenar al Festival de Cinema de Sitges el 5 d'octubre del 2023. Posteriorment, es va llançar a la plataforma de streaming Netflix el 27 d'octubre.